# Опіза

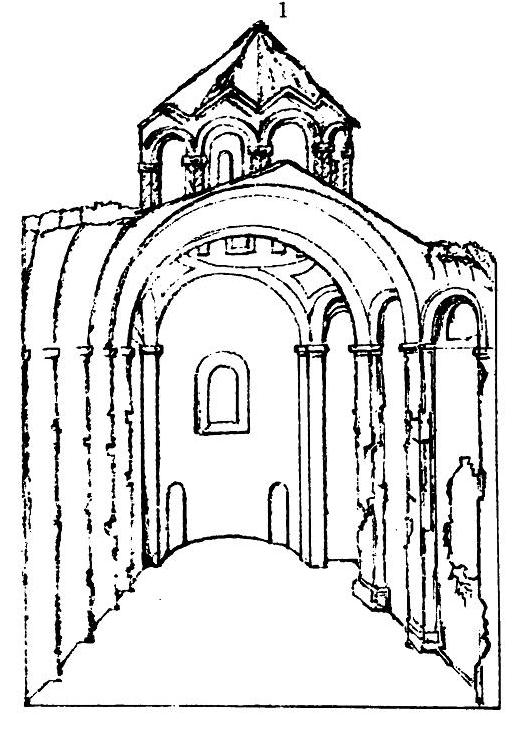
Схема монастиря, за книгою Бакрадзе (1878)

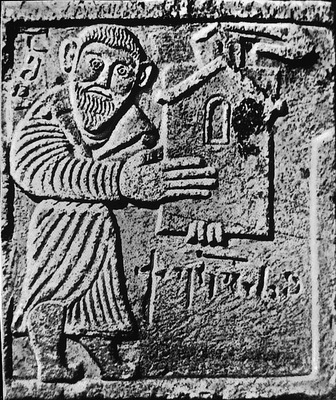
Ашот I Куропалат, що тримає макет монастиря в руках

Опіза — середньовічний монастир в історичній області Кларджеті (нині територія Туреччини, вілайєт Артвін), перший з культурних центрів феодальної Грузії, відновлених після арабських завоювань VII–VIII століть (тут, зокрема, працювали карбувальники Бека і Бешка Опізарі).
Монастир включає будівлі VIII–IX століть: головний храм — хрестово-купольний будинок з 2 короткими поперечними рукавами, подовженою західною частиною і нартексом (відновлений в X столітті купол на складних пандатах завершено зонтичним покриттям), трапезну з 3-нефним залом та інші будівлі.
З Опізи походить рельєф з портретом царя Ашота Куропалата (камінь, IX століття, Державний музей мистецтв Грузії, Тбілісі).